# Włostowice-Parcele
Włostowice-Parcele – osada w Polsce położona w województwie łódzkim, w powiecie łęczyckim, w gminie Piątek.
W latach 1975–1998 miejscowość administracyjnie należała do województwa płockiego.
Zobacz też: Włostowice